# María Conchita Alonso
María Concepción Alonso Bustillo, mais conhecida como María Conchita Alonso (Cienfuegos, Cuba, 29 de junho de 1957) é uma modelo, cantora e atriz nascida em Cuba e naturalizada estadunidense.
Sua família mudou-se para a Venezuela quando ela tinha 5 anos. Lá, foi coroada Miss Teenager of the World em 1971, e em 1975 tornou-se Miss Mundo Venezuela e 6º lugar no certame mundial, realizado em Porto Rico.

## Filmografia
| Ano  | Filme                                          | Papel                        | Notas             |
| ---- | ---------------------------------------------- | ---------------------------- | ----------------- |
| 1979 | Solon                                          |                              |                   |
|      | Estefanía                                      | Silvana Cataldo              | Telessérie        |
|      | Mabel Valdez, periodista                       |                              | Telessérie        |
| 1980 | Natalia de 8 a 9                               | Mariana Brito                | Telessérie        |
|      | Mi hijo Gabriel                                |                              | Telessérie        |
| 1981 | Marielena                                      | Marielena                    | Telessérie        |
|      | Angelito                                       |                              | Telessérie        |
|      | Luz Marina                                     | Luz Marina                   | Telessérie        |
|      | El Esposo de Anaís                             |                              | Telessérie        |
| 1982 | Claudia                                        | Claudia                      | Telessérie        |
|      | Fantasy Island                                 | French Girl                  | 1 episódio        |
|      | Knight Rider                                   | Marie Elena Casafranca       | 1 episódio        |
| 1984 | Nacho                                          | playing herself              | Telessérie        |
|      | Moscow on the Hudson                           | Lucia Lombardo               |                   |
|      | Fear City                                      | Silver                       | as Maria Conchita |
| 1986 | A Fine Mess                                    | Claudia Pazzo                |                   |
|      | Touch and Go                                   | Denise DeLeon                |                   |
| 1987 | Il Cugino americano                            | Caterina Ammirati            |                   |
|      | Extreme Prejudice                              | Sarita Cisneros              |                   |
|      | The Running Man                                | Amber Mendez                 |                   |
| 1988 | Con el corazón en la mano                      |                              |                   |
|      | Colors                                         | Louisa Gomez                 |                   |
| 1989 | One of the Boys                                | Maria Conchita Navarro       | 1 episódio        |
|      | Vampire's Kiss                                 | Alva Restrepo                |                   |
| 1990 | Predator 2                                     | Leona Cantrell               |                   |
| 1991 | Cuerpos clandestinos (TV)                      | Claudia                      |                   |
|      | McBain                                         | Christina                    |                   |
| 1992 | Teamster Boss: The Jackie Presser Story (TV)   | Carmen                       |                   |
| 1993 | Roosters                                       | Chata                        |                   |
|      | A Casa dos Espíritos                           | Tránsito Soto                |                   |
| 1994 | Alejandra Telessérie                           | Alejandra                    |                   |
|      | Texas (TV)                                     | Lucia                        |                   |
|      | MacShayne: The Final Roll of the Dice (TV)     | Cindy Evans                  |                   |
| 1996 | Caught                                         | Betty                        |                   |
|      | For Which He Stands                            | Theresa Rochetti             |                   |
|      | Sudden Terror: The Hijacking of School Bus#17  | Marta Caldwell               |                   |
| 1997 | Women: Stories of Passion                      | Sophia                       | 1 episódio        |
|      | Chicago Hope                                   | Emma Scull                   | 2 episódios       |
|      | Robert Altman's Gun                            | Marti                        | 1 episódio        |
|      | Catherine's Grove                              | Charley Vasquez              |                   |
|      | F/X: The Series                                | Elena Serrano                | 2 episódios       |
|      | Acts of Betrayal                               | Eva Ramirez                  |                   |
| 1998 | Exposé                                         | Nancy Drake                  |                   |
|      | Blackheart                                     | Annette                      |                   |
|      | The Nanny                                      | Concepcion Sheffield         | 1 episódio        |
|      | The Outer Limits                               | Marie Alexander              | -                 |
|      | El grito en el cielo                           | Miranda Vega                 |                   |
|      | My Husband's Secret Life(TV)                   | Toni Diaz                    |                   |
| 1999 | Touched by an Angel                            | Dr. Sandra Pena              | 1 episódio        |
|      | Dillinger in Paradise                          | Lola                         |                   |
| 2000 | Chain of Command                               | Vice President Gloria Valdez |                   |
|      | Knockout                                       | Carmen Alvarado              |                   |
|      | A Vision of Murder: The Story of Donielle (TV) | Gloria                       |                   |
|      | Best Actress (TV)                              | Maria Katarina Caldone       |                   |
|      | High Noon (TV)                                 | Helen Ramirez                |                   |
|      | Twice in a Lifetime                            | Kat Lopez                    | 1 episódio        |
|      | The Princess & the Barrio Boy (TV)             | Minerva Rojas                |                   |
| 2001 | The Code Conspiracy                            | Rachel                       |                   |
|      | Resurrection Blvd.                             | Julia Hernandez              | 3 episódios       |
|      | Birth of Babylon                               | Lupe Velez                   |                   |
| 2002 | Blind Heat                                     | Adrianna Scott               |                   |
|      | Robbery Homicide Division                      | Claudia                      | 1 episódio        |
| 2003 | The Company You Keep                           | Vera                         |                   |
|      | Kingpin                                        | Ariela                       |                   |
|      | Heart of America                               | Mrs. Jones                   |                   |
|      | Chasing Papi                                   | Maria                        |                   |
|      | Newton's Law                                   |                              |                   |
| 2004 | Return to Babylon                              | Lupe Velez                   |                   |
|      | Blood Moon                                     | Marisela Gonzalez            |                   |
|      | CSI: Miami                                     | Marisela Gonzalez            | 1 episódio        |
| 2005 | English as a Second Language                   | Consuelo Sara                |                   |
|      | Smoke                                          | Aurora Avila                 |                   |
| 2006 | Desperate Housewives                           | Lucia                        | 1 episódio        |
|      | Material Girls                                 | Inez                         |                   |
| 2007 | El Muerto                                      | Irmã Rosa                    |                   |
|      | The Condor (V)                                 | Mrs. Valdez (voz)            |                   |
|      | Saints & Sinners                               | Diana Martin                 | 62 episódios      |
| 2008 | Richard III                                    | Rainha Elizabeth             |                   |
|      | Tranced                                        | Libra                        |                   |
|      | The Art of Travel                              | Mrs. Layne                   |                   |
|      | The Red Canvas                                 | Maria Sanchez                |                   |
|      | Trópico de Sangre                              |                              |                   |
|      | Two Minutes Of Hate                            |                              |                   |
|      |                                                |                              |                   |

## Discografia
- 1979 - Love Maniac  - Polygram
- 1980 - The Witch  - Polygram
- 1982 - Dangerous Rhythm - Polygram
- 1983 - Te Amo - Polygram
- 1984 - María Conchita  - Polygram
- 1985 - O Ella O Yo - Polygram
- 1986 - Grandes Éxitos  - Polygram
- 1987 - Mírame - Polygram
- 1990 - Hazme Sentir - Polygram
- 1991 - En Vivo México  - EMI music Mexico
- 1992 - Imagíname  - Sony music Mexico
- 1994 - Alejandra: Boleros  - Polygram
- 1997 - Hoy Y Siempre  - Polygram & ARDC music division
- 2004 - Grandes Exitos -
- 2005 - Soy EP
- 2008 - Greates Hits - Universal Music & ARDC music division
- 2009 - Mienteme - ARDC music division

## Singles
| Ano  | Canção                 | Hot Latin Songs | Álbum          |
| ---- | ---------------------- | --------------- | -------------- |
| 1987 | "Sueltame"             | 22              | Grandes Éxitos |
| 1987 | "Otra Mentira Más"     | 24              | Mírame         |
| 1988 | "Y Es Que Llegaste Tú" | 5               | Mírame         |
| 1990 | "Hazme Sentir"         | 24              | Hazme Sentir   |
| 1991 | "A Él Lo Quiero"       | 35              | Hazme Sentir   |
| 1993 | "Promesas"             | 20              | Imagíname      |